# Klebsiella michiganensis
Klebsiella michiganensis es una especie de bacteria gramnegativa del género Klebsiella. Fue descrita en el año 2013. Su etimología hace referencia a Míchigan. Es anaerobia facultativa, inmóvil y con cápsula. Las células miden 0,5-0,8 μm de ancho y 1-2 μm de largo. Las colonias son circulares, mucosas, convexas, opacas y blancas. Temperatura de crecimiento entre 10-45 °C, óptima de 35 °C. Catalasa positiva y oxidasa negativa. Consiste en el linaje Ko1 de Klebsiella oxytoca. Aislada originalmente de un cepillo de dientes.

## Clínica
Se ha aislado de casos de bacteriemia y de muestras fecales de neonatos. Incluso se ha descrito un brote hospitalario en unidades de neonatos a partir de detergentes contaminados. En un estudio reciente se ha observado que es una causa bastante común de sepsis neonatal en países en vías de desarrollo, incluso más que K. oxytoca. Igual que otras Klebsiella, puede ser portadora de carbapenemasas como KPC, NDM, IMP, VIM y OXA. Además, se ha descrito el bacteriófago KMI8 como específico de esta especie, con actividad lítica ante biofilms.

## Hábitat
Aparte de sus aislamientos clínicos, también se ha aislado de muestras ambientales como en aguas residuales y desechos de minería. Algunos estudios apuntan que forma una relación simbiótica con el insecto Bactrocera dorsalis proveyéndole de aminoácidos esenciales. También se ha aislado del intestino de otros insectos como Diatraea saccharalis. Por otro lado, se ha encontrado en el pez Sparus aurata.
También se encuentra asociada a las raíces de plantas, ya que presenta resistencia a metales pesados como el Cadmio y promueve el crecimiento vegetal, por lo que podría usarse para biorremediación de suelos contaminados.
Esta especie se ha estudiado en modelos de ratón para demostrar que su presencia aumenta la resistencia a la invasión intestinal de otras enterobacterias por competencia nutricional.